# Буји ан Гатине
Буји ан Гатине (фр. Bouilly-en-Gâtinais) насеље је и општина у централној Француској у региону Центар (регион), у департману Лоаре која припада префектури Питивје.
По подацима из 2005. године у општини је живело 313 становника, а густина насељености је износила 19,6 становника/km². Општина се простире на површини од 15,96 km². Налази се на средњој надморској висини од 112 метара (максималној 122 m, а минималној 98 m).

## Демографија
| 1962. | 1968. | 1975. | 1982. | 1990. | 2011. |
| ----- | ----- | ----- | ----- | ----- | ----- |
| 240   | 247   | 261   | 277   | 260   | 351   |

График промене броја становника у току последњих година